# Geoffrey Clough Ainsworth
Geoffrey Clough Ainsworth (Birmingham, 9 ottobre 1905 – Derby, 25 ottobre 1998) è stato un micologo britannico.
Ha dato importanti contributi alla tassonomia dei funghi e alla comprensione della loro biologia cellulare e molecolare. È stato anche un noto storico della scienza, in particolare della storia della microbiologia.

## Biografia
Ainsworth è nato a Birmingham, in Inghilterra, nel 1905. Ha studiato botanica all'Università di Birmingham, dove si è laureato nel 1927. Ha quindi proseguito gli studi presso l'Università di Londra, dove ha conseguito il dottorato di ricerca in Biologia nel 1932 con una tesi sulla tassonomia dei funghi.
Dopo aver completato il dottorato, Ainsworth ha lavorato come assistente di ricerca presso l'Imperial Cancer Research Fund di Londra. Nel 1936 si è trasferito all'Università di Manchester, dove ha trascorso gran parte della sua carriera come docente e ricercatore nel Dipartimento di Botanica.
Nel 1951 è stato nominato professore di micologia presso l'università.
Durante la sua carriera, Ainsworth ha fornito importanti contributi alla tassonomia dei funghi, contribuendo a rivedere e sistemare la classificazione di numerose specie. Ha inoltre studiato la genetica dei funghi, contribuendo alla comprensione della loro struttura e funzione cellulare.
Ainsworth ha pubblicato numerosi libri e articoli scientifici nel corso della sua carriera. Tra i suoi lavori più importanti si possono citare "Introduction to the History of Mycology" (1976), "An Introduction to the History of Microbiology" (1966) e "Dictionary of the Fungi" (1971).
Oltre alla sua ricerca scientifica, Ainsworth ha svolto un ruolo importante nell'organizzazione di conferenze internazionali sulla micologia, come il Congresso Internazionale di Micologia del 1971, che si è tenuto a Londra. Nel 1963 è stato eletto membro della Royal Society, un'organizzazione scientifica britannica che promuove la scienza e la tecnologia di livello mondiale. Nel 1976 ha ricevuto la medaglia Linneana, un premio prestigioso assegnato dalla Società Linneana di Londra per i contributi alla scienza biologica.
Ainsworth è morto a Derby, in Inghilterra, nel 1998, all'età di 93 anni.